# R. c. Harbottle
R. c. Harbottle  est un arrêt de principe de la Cour suprême du Canada rendu en 1993 sur la norme de causalité en droit pénal canadien pour qu'un accusé soit déclaré coupable de meurtre au premier degré en vertu de l'article 231 (5) du Code criminel, lorsque le meurtre est consécutif à une infraction pénale sous-jacente. 
La Cour a jugé que la norme pour cette disposition doit être stricte et exige une « cause substantielle et intégrale ». D'après les faits, la Cour a conclu que la conduite de Harbottle en tenant les jambes de la victime alors qu'elle était étranglée à mort était suffisante pour être une cause substantielle et intégrale. Cette norme de causalité ne s'applique pas à tous les meurtres au premier degré, où il s'agit de la norme énoncée dans R. c. Nette qui s'applique.